# Páll Ragnar Pálsson
Páll Ragnar Pálsson (* 25. Juli 1977 in Reykjavík) ist ein isländischer Rockgitarrist, der seine weitere Laufbahn als Komponist zeitgenössischer Musik verfolgte.

## Leben und Wirken
Páll spielte seit seiner Jugend Gitarre in der isländischen Rockgruppe Maus (benannt nach Art Spiegelmans Graphic Novel „Maus. A Survivor's Tale“). Nach der Auflösung der Band 2004 kam er über die elektronische Musik zur klassischen Komposition. Er studierte bis 2007 Komposition an der Iceland Academy of Arts (Listaháskóli Íslands) und setzte seine Ausbildung bei Helena Tulve an der Estnischen Musik- und Theaterakademie (Eesti Muusika- ja Teatriakadeemia) mit Abschluss als Master und Ph.D. im Fach Komposition (2014) fort.
2013 in Estland und 2018 in Island nahm Páll am International Rostrum of Composers teil. Beim letzteren gewann er mit dem Cellokonzert Quake den Ersten Preis. Quake, ein Auftragskonzert des New Music Ensemble des Los Angeles Philharmonic Orchestra und des NDR Elbphilharmonie Orchester wurde 2017 bei Festivals des isländischen Musik in Los Angeles und in der Elbphilharmonie unter Leitung von Daníel Bjarnason uraufgeführt und später vom Isländischen Sinfonieorchester aufgenommen. Zweimal wurde eines seiner Werke bei den Icelandic Music Awards als Komposition des Jahres ausgezeichnet. Seine Musik zum Film Quake (2022), die in Zusammenarbeit mit Eðvarð Egilsson entstand, wurde für die Nordic Music Film Awards und den Musikpreis des Filmpreises Edda nominiert.
Páll komponiert für unterschiedliche Instrumente, vorrangig jedoch für das Sinfonieorchester. Aufgeführt wurden seine Werke u. a. im Konzerthaus Harpa in Reykjavík, in der Berliner Philharmonie und Elbphilharmonie, in der Walt Disney Concert Hall in Los Angeles und den Maida Vale Studios in London. Interpreten waren u. a. das Isländische Sinfonieorchester, das Eesti Riiklik Sümfooniaorkester, das BBC Symphony Orchestra, das Seattle Symphony und das Los Angeles Philharmonic unter Dirigenten wie Daniel Bjarnason, Olari Elts, Ilan Volkov, Rumon Gamba und Risto Joost und u. a. mit den Solisten Martin Kuuskmann, Patrick Yim und Sæunn Þorsteinsdóttir. 2020 erschien das Album Atonement mit Kompositionen Pálls.

## Werke (Auswahl)
- Crevace für Flöte, Fagott und Orchester, 2016
- Quake für Cello und Orchester, 2017
- Hermitage für Violine solo, 2020
- Nadryw für Orchester, 2021
- Lamenta für Instrumentalensemble, 2022
- Ascension für 2–9 Musiker (Flöte, Piccolo-, Alt- und Bassflöte), 2022